# Joža Gregorin
Joža Gregorin (Brdovec, 29. ožujka 1913. – Zagreb, 6. studenog 1984.) je bio hrvatski filmski i kazališni glumac.

## Filmografija

### Filmske uloge
- "Delitto al circolo del tennis" (1969.)
- "Ratna noć u muzeju Prado" (1965.)
- "Usnuli ratnik" (1963.)
- "Crne i bijele košulje" (1963.)
- "Kandidat smrti" (1963.)
- "Il capitano di ferro" (1962.)
- "Pokojnik" (1961.)
- "Vražiji otok" (1960.)
- "Hvezda jede na jih" kao Dargo (1958.)
- "Naši se putovi razilaze" kao Maras (1957.)
- "Hoja! Lero!" (1952.)
- "Major Bauk" (1951.)
- "Zastava" kao komesar (1949.)
- "Živjeće ovaj narod" kao Milan (1947.)

## Vanjske poveznice
- Joža Gregorin u internetskoj bazi filmova IMDb-u (engl.)